# Neoeme pallida
Neoeme pallida là một loài bọ cánh cứng trong họ Cerambycidae.